# Kielmeyera occhioniana
Kielmeyera occhioniana är en tvåhjärtbladig växtart som beskrevs av N. Saddi. Kielmeyera occhioniana ingår i släktet Kielmeyera och familjen Calophyllaceae. Inga underarter finns listade i Catalogue of Life.